# Reginald McNamara
Reginald "Reggie" McNamara (Grenfell, Nueva Gales del Sur, 7 de noviembre de 1888 - Newark, 10 de octubre de 1971) fue un ciclista estadounidense de origen australiano que se especializó en el ciclismo en pista. 
Se instaló en los Estados Unidos de América en 1912, donde las carreras de seis días tenían gran éxito, y al año siguiente se nacionalizó estadounidense. Participó en más de cien carreras de este tipo y ganó veinte. Compitió hasta pasados los 50 años a pesar de su numerosas caídas y huesos rotos. Por este motivo, y por su físico, se le conjoció como el "el hombre de hierro".

## Palmarés
- 1913

1.º en los Seis días de Sydney (con Frank Corry)
- 1915

1.º en los Seis días de Buffalo (con Francesco Verri)
1.º en los Seis días de Newark (con Robert Spears)
- 1916

1.º en los Seis días de Chicago (con Robert Spears)
1.º en los Seis días de Kansas City (con Eddy Madden)
- 1917

1.º en los Seis días de Chicago (con Francesco Verri)
- 1918

1.º en los Seis días de Nueva York (con Jake Magin)
- 1922

1.º en los Seis días de Nueva York (con Alfred Grenda)
- 1924

1.º en los Seis días de Nueva York (con Piet van Kempen)
- 1925

1.º en los Seis días de Chicago (con Bob Walthour)
- 1926

1.º en los Seis días de Chicago (con Bob Walthour)
1.º en los Seis días de Nueva York 1 (con Franco Giorgetti)
1.º en los Seis días de Nueva York 2 (con Pietro Linari)
1.º en los Seis días de Berlín 2 (con Harry Horan)
- 1927

1.º en los Seis días de Nueva York 1 (con Franco Giorgetti)
1.º en los Seis días de París 1 (con Émile Aerts)
- 1929

1.º en los Seis días de Chicago (con Gaetano Belloni)
- 1932

1.º en los Seis días de Nueva York 1 (con William Peden)
1.º en los Seis días de Toronto (con Alfred Crossley)
- 1933

1.º en los Seis días de Cleveland (con Norman Hill)